# Mendes Pimentel
Mendes Pimentel este un oraș în Minas Gerais (MG), Brazilia.